# Margret Zeerleder-Lutz

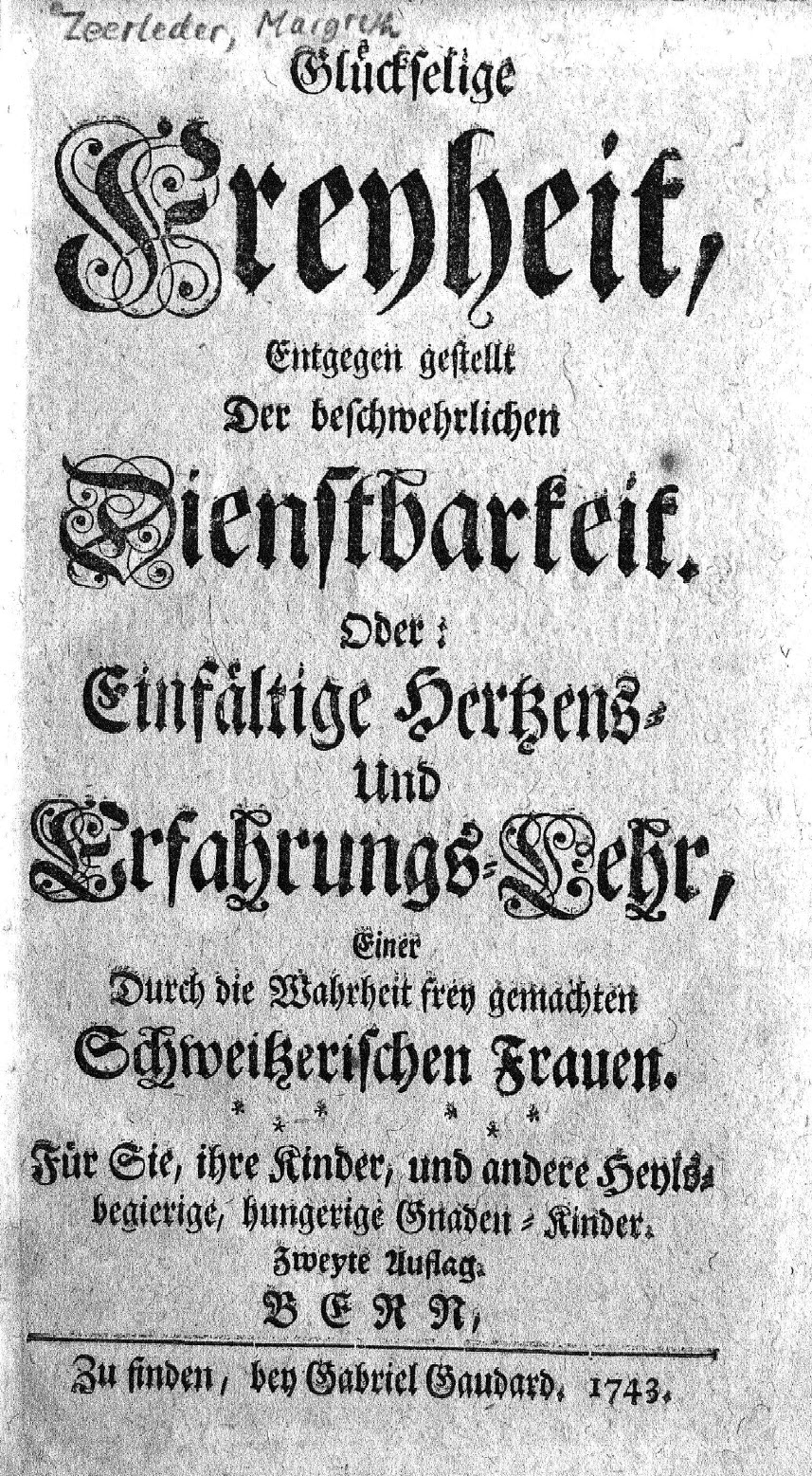
Glückselige Freyheit, entgegen gestellt der beschwehrlichen Dienstbarkeit. Oder: Einfältige Hertzens- und Erfahrungs-Lehr / einer durch die Wahrheit frey gemachten schweitzerischen Frauen [...], 1743 in Bern erschienen.

Margret Zeerleder-Lutz (* 1674 in Kirchdorf; † 4. September 1750 in Bern) war eine Schweizer Pietistin.

## Leben

### Familie
Margret Zeerleder-Lutz war die Tochter des Pfarrers Emanuel Lutz (* 13. Mai 1627 in Spiez; † 24. September 1713 in Kirchdorf) und dessen Ehefrau Johanna Rosina, Tochter des Politikers Johann Rudolf Wurstemberger (1608–1693); sie war eine Cousine zweiten Grades des Pfarrers Samuel Lutz.
1698 heiratete sie den Apotheker Johann Jakob Zeerleder (* 25. August 1675 in Kirchberg; † 15. August 1737 in Bern), Sohn des Pfarrers Niklaus Zeerleder (1628–1691). Gemeinsam hatten sie vier Kinder, von denen eines noch im Kindesalter verstarb. Zu ihren Töchtern gehörte auch Maria Elisabeth (* 19. September 1707 in Bern; † 5. Mai 1771 ebenda), die verheiratet war mit Victor Fischer (1709–1750), dem Berner Postpächter, der auch die Campagne Oberried in Belp erbauen liess; sein Vater war Beat Rudolf Fischer (1668–1714), Gesandter zum Reichstag nach Regensburg.
Ihre drei verheirateten Töchter schlossen sich später alle der Herrnhuter Brüdergemeine in Bern an.

### Pietistisches Wirken
1692/1693 hatte sie ein Erweckungserlebnis und war seitdem Teil der pietistischen Bewegung in Bern; ihr Haus wurde ein Treffpunkt für religiöse Nonkonformisten. Sie stand mit Pietisten aus dem In- und Ausland in Kontakt, zu diesen gehörten Samuel König, Hieronymus Annoni und Nikolaus Ludwig von Zinzendorf.
Ihr Haus wurde zu einer zentralen Adresse der Pietisten und sie nahm dort unter anderem Charles Hector de Saint George Marquis de Marsay, Hieronymus Annoni, Johann Adam Gruber (1693–1763), der später Mitglied der Community of True Inspiration in Germantown in Pennsylvania wurde und als Prophet galt, sowie Johann Friedrich Rock auf.
Sie war auch schriftstellerisch tätig und ihre religiöse Autobiografie und Andachtsbuch Glückselige Freyheit, die allerdings nicht unter ihrem Namen erschien, enthielt unter anderem ihren Lebens-Lauff. Die zentrale Kategorie ihrer Hertzens-Lehr war die eigene Erfahrung.

## Schriften (Auswahl)
- Glückselige Freyheit, Entgegen gestellt Der beschwerlichen Dienstbarkeit. Oder: Einfältige Hertzens- Und Erfahrungs-Lehr, Einer Durch die Wahrheit frey gemachten Schweitzerischen Frauen. Neuwied 1740 und Bern 1743. (Digitalisat).[6]